# LandLiebe Radio
LandLiebe Radio war ein Schweizer Privatradiosender. Das Programm ging am 2. Dezember 2013 auf Sendung und war in grossen Teilen der Deutschschweiz auf DAB+, Internet und der Mobile Applikationen zu empfangen. Der Sender gehörte zur Energy Gruppe und wurde zusammen mit dem Medienunternehmen Ringier lanciert. Der Fokus des Programms lag auf entspannender Musik. Daneben gab es Inhalte aus den Bereichen Natur, Tradition, Nachhaltigkeit und Wohlbefinden. Damit lehnte sich der Sender an die Werte der Printausgabe von „LandLiebe“ an, welche 6× jährlich erscheint und von Ringier verlegt wird. Das Programm wurde beendet und als Luna Pop, später als Luna fortgeführt